# Torre Gaia (metropolitana di Roma)
Torre Gaia è una fermata della linea C della metropolitana di Roma. È situata sulla via Casilina all'incrocio con via di Torre Gaia, a servizio dei quartieri Torre Gaia e Tor Bella Monaca.

## Storia
L'impianto venne inizialmente attivato il 16 luglio 1930 come fermata ferroviaria posta alla progressiva chilometrica 12+540 tra Grotte Celoni e Torrenova, sulla ferrovia Roma-Fiuggi-Alatri-Frosinone.
La fermata venne chiusa il 7 luglio 2008 per consentire i lavori di trasformazione necessari all'integrazione del tratto terminale della ferrovia Roma-Pantano nella linea C della metropolitana. La riapertura è avvenuta il 9 novembre 2014.

## Interscambi
- Fermata autobus